# Vates
Genre
Vates est un genre d'insectes, de la famille des Mantidae, sous-famille des Vatinae, et de la tribu des Vatini.    

## Dénomination
Le genre a été décrite par l'entomologiste argentin Hermann Burmeister en 1838.

### Synonymie
- Theoclytes (Serville, 1839) [2]

## Taxinomie
Liste des genres
- Vates amazonica ( Westwood, 1889)
- Vates biplagiata (Sjostedt, 1930)
- Vates boliviana (Giglio-Tos, 1914)
- Vates festae (Giglio-Tos, 1914)
- Vates foliata ( Lichtenstein, 1802)
- Vates luxuriosa (Beier, 1958)
- Vates multilobata  (Chopard, 1910)
- Vates obscura  (Toledo Piza, 1983)
- Vates pectinata  (Saussure, 1871)
- Vates pectinicornis  (Stal, 1877)
- Vates peruviana ( Rehn, 1911)
- Vates serraticornis ( Stal, 1877)
- Vates weyrauchi ( Beier, 1958)

### Articles liés
- Vatinae
- Liste des genres et des espèces de mantes